# Stuckenborstel
Stuckenborstel (niederdeutsch Stuckenbossel) ist ein Ortsteil der Gemeinde Sottrum im niedersächsischen Landkreis Rotenburg (Wümme).

## Geografie und Verkehrsanbindung

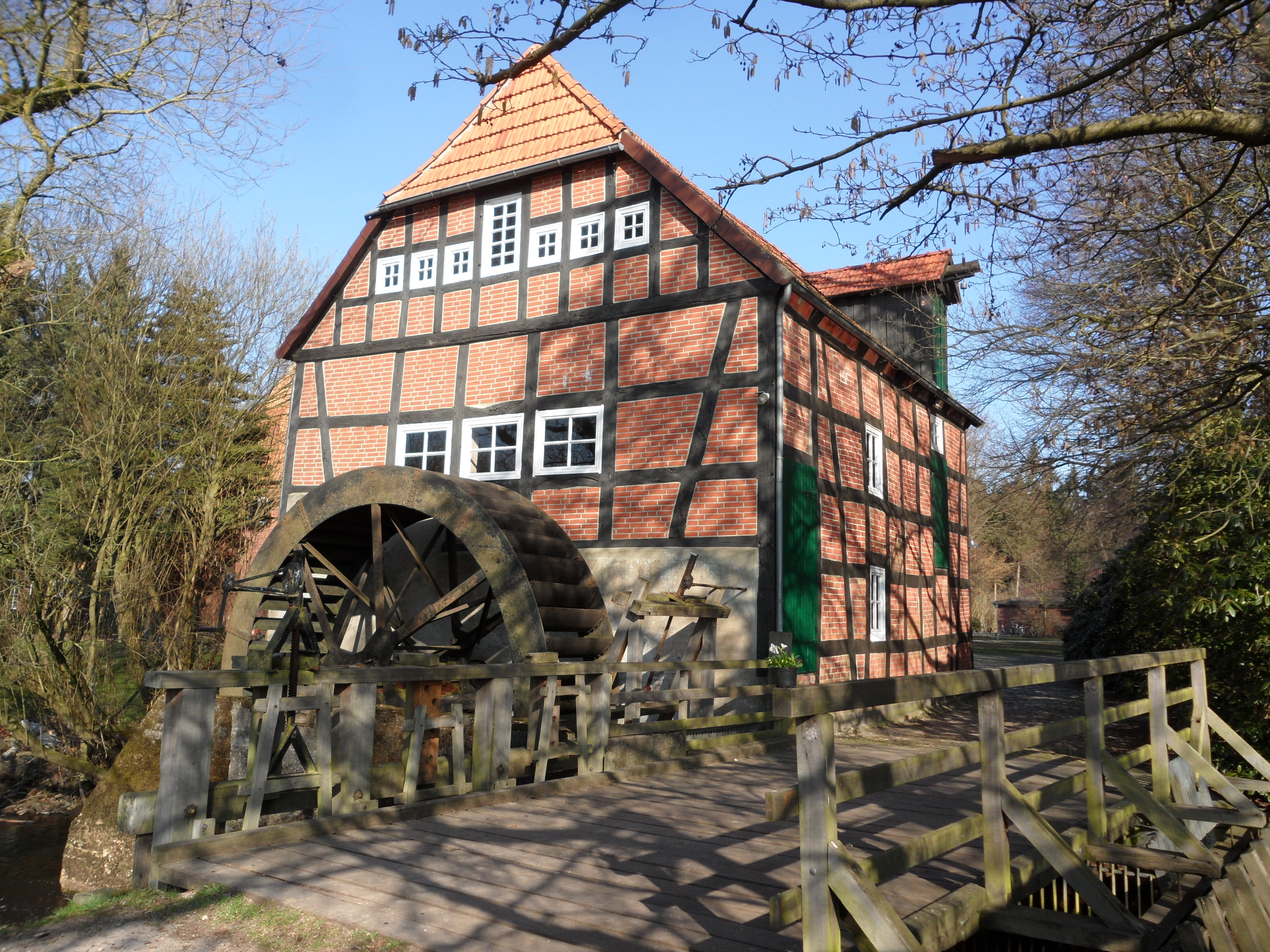
Wassermühle an der Wieste

Der Ort liegt westlich des Kernbereichs von Sottrum direkt an der östlich verlaufenden A 1. Am südlichen Ortsrand fließt die Wieste, ein rechter Nebenfluss der Wümme. Entlang der Wieste erstreckt sich von Ottersberg im Südwesten bis Mulmshorn im Norden das Naturschutzgebiet Wiestetal. Durch Stuckenborstel, vorbei an der Wassermühle Stuckenborstel, verläuft die Niedersächsische Mühlenstraße.

## Bauwerke
- Wassermühle Stuckenborstel von 1790 in Fachwerk
- Wohn- und Wirtschaftsgebäude Eichenweg 5 von 1785 in Fachwerk und mit Niedersachsengiebel
- Wohn- und Wirtschaftsgebäude Eichenweg 4 von um 1840 in Fachwerk, 1928 umgebaut

## Trivia
Einem größeren Publikum bekannt wurde der Ort Stuckenborstel durch den YouTuber und Lets Player Gronkh, der sein Dorf in diversen Spielen nach dem Ort an der Wieste benannte und mehrfach auf den realen Ort und seine angebliche geschichtliche Bedeutung verwies.